# جشن سامبای آساکوسا

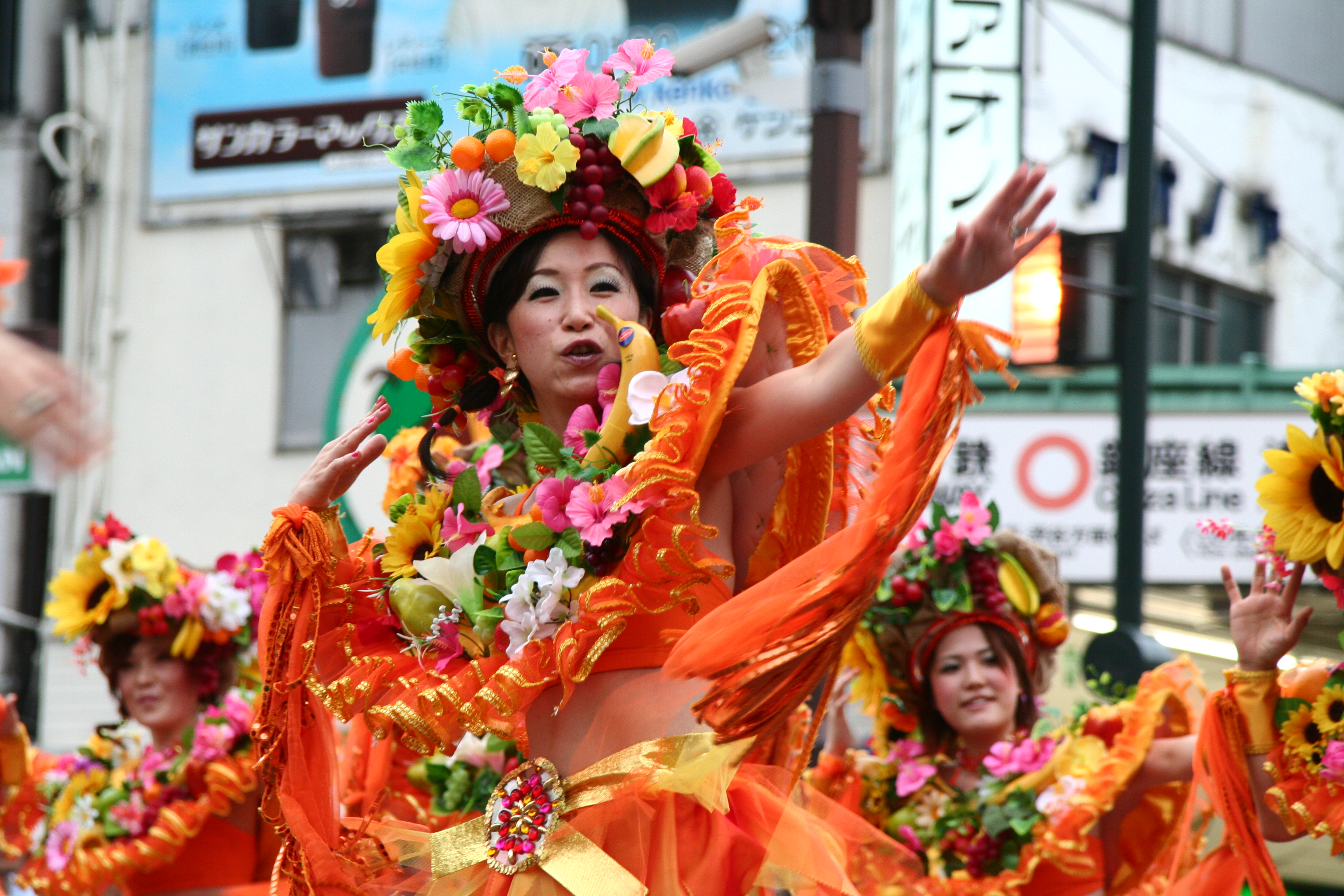
جشن برو-ایچی در ستاگایا-کو، توکیو

جشن سامبای آساکوسا (به ژاپنی: 浅草サンバカーニバル)، یک مسابقه رژه سامبا است که در آساکوسا، تایتو-کو، توکیو برگزار می‌شود. این رویداد اولین بار در سال ۱۹۸۱ برگزار شد و بزرگ‌ترین رویداد سامبا در ژاپن است.